# Garreta lugens
Garreta lugens är en skalbaggsart som beskrevs av Leon Fairmaire 1891. Garreta lugens ingår i släktet Garreta och familjen bladhorningar. Inga underarter finns listade i Catalogue of Life.